# Liste des monuments nationaux du Guaviare
Cet article liste les monuments nationaux du Guaviare, en Colombie. Au 25 septembre 2013, un seul monument national, inscrit au patrimoine immatériel, était recensé dans ce département.

## Patrimoine immatériel
| Code national | Monument                                                    | Municipalité(s)                          | Adresse | Coordonnées    | Date | Illustration                                                |
| ------------- | ----------------------------------------------------------- | ---------------------------------------- | ------- | -------------- | ---- | ----------------------------------------------------------- |
|               | Connaissance de la nature et tradition orale des Nukak Makú | Forêt entre les ríos Guaviare et Inírida |         | à géolocaliser | 2001 | Connaissance de la nature et tradition orale des Nukak Makú |